# Грант Тернер
Грант Джон Тернер (англ. Grant John Turner; 7 жовтня 1959 — 28 лютого 2023) — новозеландський футболіст, півзахисник.

## Клубна кар'єра
Футбольну кар'єру розпочав 1976 року в клубі «Стоп Аут», в якому провів 3 поєдинки. У 1977 році перебрався в «Петоне», де протягом трьох сезонів виступав у Другому дивізіоні чемпіонату Нової Зеландії. У складі якого зіграв 46 матчів, в яких відзначився 39-а голами. У 1980 році приєднався до «Гісборн Сіті», у складі якого став віце-чемпіона Нової Зеландії. У 1982 році перейшов до австралійського «Вест Аделаїда Еллас». За команду з Мельбурна зіграв 3 матчі, аде допоміг їй виграти Victorian Ampol Night Soccer Cup. Потім повернувся до «Гісборн Сіті», у складі якого досягнув найбільших успіхів у футбольній кар'єрі. У 1984 році виграв з клубом чемпіонат Національної футбольну лігу Нової Зеландії. Двічі грав у фіналі кубку Четгема 1983 та 1984 років. Сезон 1985 року провів у клубі «Петоне», перш ніж приєднатися до команди «Мірамар Рейнджерс», якому 1986 року допоміг виграти срібні нагороди національного чемпіонату. Протягом двох сезонів зіграв 23 матчі, в яких відзначився 11 голами. З 1988 року виступав за «Веллінгтон Юнайтед», у футболці якого завершив кар'єру наступного року.
| Сезон | Клуб                  | Країна        | Змагання                                  | Матчі | Голи |
| ----- | --------------------- | ------------- | ----------------------------------------- | ----- | ---- |
| 1977  | «Петоне»              | Нова Зеландія | Другий дивізіон                           | 15    | 12   |
| 1978  | «Петоне»              | Нова Зеландія | Другий дивізіон                           | 15    | 12   |
| 1979  | «Петоне»              | Нова Зеландія | Другий дивізіон                           | 16    | 15   |
| 1980  | «Гісборн Сіті»        | Нова Зеландія | Національна футбольна ліга Нової Зеландії | 22    | 14   |
| 1981  | «Гісборн Сіті»        | Нова Зеландія | Національна футбольна ліга Нової Зеландії | 21    | 13   |
| 1982  | «Гісборн Сіті»        | Нова Зеландія | Національна футбольна ліга Нової Зеландії | 16    | 9    |
| 1982  | «Вест Аделаїда Еллас» | Австралія     |                                           | 3     | 0    |
| 1983  | «Гісборн Сіті»        | Нова Зеландія | Національна футбольна ліга Нової Зеландії | 7     | 1    |
| 1984  | «Гісборн Сіті»        | Нова Зеландія | Національна футбольна ліга Нової Зеландії | 20    | 12   |
| 1985  | «Петоне»              | Нова Зеландія | Другий дивізіон                           | 19    | 18   |
| 1986  | «Мірамар Рейнджерс»   | Нова Зеландія | Національна футбольна ліга Нової Зеландії | 17    | 10   |
| 1987  | «Мірамар Рейнджерс»   | Нова Зеландія | Національна футбольна ліга Нової Зеландії | 6     | 1    |
| 1988  | «Веллінгтон Юнайтед»  | Нова Зеландія | Національна футбольна ліга Нової Зеландії |       |      |
| 1989  | «Веллінгтон Юнайтед»  | Нова Зеландія | Національна футбольна ліга Нової Зеландії |       |      |

## Кар'єра тренера
У футболці національної збірної Нової Зеландії дебютував 20 серпня 1980 року в переможному (4:0) поєдинку проти Мексики, в якому на 64-й хвилині відзначився голом. У кваліфікації чемпіонату світу 1982 року був одним з основних гравців команди, зіграв у 13 матчах (з 15-и). 16 травня 1981 року провів увесь матч проти Австралії (2:0), в якому також відзначився голом. Учасник фінальної частини чемпіонату світу 1982 року, проте через травму щиколотки, отриману на тренуванні, не зіграв жодного матчу на турнірі. Востаннє футболку національної команди одягав 27 березня 1988 року в програному (0:1) поєдинку проти Ізраїлю. Загалом, у складі збірної Нової Зеландії зіграв у 42-х офіційних матчах, в яких відзначився 14-а голами.
| Матчі та голи в збірній | Матчі та голи в збірній | Матчі та голи в збірній | Матчі та голи в збірній | Матчі та голи в збірній | Матчі та голи в збірній | Матчі та голи в збірній |
| #                       | Дата                    | Місце                   | Суперник                | Гол                     | Рахунок                 | Змагання                |
| ----------------------- | ----------------------- | ----------------------- | ----------------------- | ----------------------- | ----------------------- | ----------------------- |
| 1.                      | 20.08.1980              | Окленд                  | Мексика                 | Гол                     | 4:0                     | Товариський матч        |
| 2.                      | 15.09.1980              | Ванкувер                | Канада                  |                         | 0:4                     | Товариський матч        |
| 3.                      | 17.09.1980              | Едмонтон                | Канада                  |                         | 0:3                     | Товариський матч        |
| 4.                      | 25.04.1981              | Окленд                  | Австралія               | Гол                     | 3:3                     | Кв. ЧС 1982             |
| 5.                      | 03.05.1981              | Ба                      | Фіджі                   | Гол · Гол · Гол         | 4:0                     | Кв. ЧС 1982             |
| 6.                      | 11.05.1981              | Джакарта                | Індонезія               | Гол · Гол               | 2:0                     | Кв. ЧС 1982             |
| 7.                      | 16.05.1981              | Сідней                  | Австралія               | Гол                     | 2:0                     | Кв. ЧС 1982             |
| 8.                      | 23.05.1981              | Окленд                  | Індонезія               | Гол · Гол               | 5:0                     | Кв. ЧС 1982             |
| 9.                      | 30.05.1981              | Окленд                  | Китайський Тайбей       | Гол                     | 2:0                     | Кв. ЧС 1982             |
| 10.                     | 16.08.1981              | Окленд                  | Фіджі                   | Гол · Гол               | 13:0                    | Кв. ЧС 1982             |
| 11.                     | 24.09.1981              | Пекін                   | КНР                     |                         | 0:0                     | Кв. ЧС 1982             |
| 12.                     | 03.10.1981              | Окленд                  | КНР                     |                         | 1:0                     | Кв. ЧС 1982             |
| 13.                     | 10.10.1981              | Окленд                  | Кувейт                  |                         | 1:2                     | Кв. ЧС 1982             |
| 14.                     | 28.11.1981              | Окленд                  | Саудівська Аравія       |                         | 2:2                     | Кв. ЧС 1982             |
| 15.                     | 14.12.1981              | Ель-Кувейт              | Кувейт                  |                         | 2:2                     | Кв. ЧС 1982             |
| 16.                     | 10.01.1982              | Сінгапур                | КНР                     |                         | 2:1                     | Кв. ЧС 1982             |
| 17.                     | 22.02.1983              | Окленд                  | Австралія               |                         | 2:1                     | Товариський матч        |
| 18.                     | 27.02.1983              | Мельбурн                | Австралія               |                         | 2:0                     | Товариський матч        |
| 19.                     | 07.06.1983              | Сеул                    | Гана                    | Гол                     | 2:0                     | Товариський матч        |
| 20.                     | 09.06.1983              | Тегу                    | Судан                   |                         | 1:1                     | Товариський матч        |
| 21.                     | 16.08.1983              | Сува                    | Фіджі                   |                         | 0:2                     | Товариський матч        |
| 22.                     | 18.08.1983              | Нанді                   | Фіджі                   |                         | 1:0                     | Товариський матч        |
| 23.                     | 25.09.1983              | Окленд                  | Японія                  |                         | 3:1                     | Кв. ОІ 1984             |
| 24.                     | 01.10.1983              | Окленд                  | Китайський Тайбей       | Гол                     | 2:0                     | Кв. ОІ 1984             |
| 25.                     | 07.10.1983              | Токіо                   | Японія                  |                         | 1:0                     | Кв. ОІ 1984             |
| 26.                     | 12.10.1983              | Тайбей                  | Китайський Тайбей       |                         | 1:1                     | Кв. ОІ 1984             |
| 27.                     | 31.03.1984              | Веллінгтон              | Малайзія                | Гол                     | 2:0                     | Товариський матч        |
| 28.                     | 03.04.1984              | Крайстчерч              | Малайзія                | Гол                     | 6:1                     | Товариський матч        |
| 29.                     | 08.05.1984              | Окленд                  | Малайзія                |                         | 0:0                     | Товариський матч        |
| 30.                     | 15.04.1984              | Сінгапур                | Саудівська Аравія       |                         | 1:3                     | Кв. ОІ 1984             |
| 31.                     | 18.10.1984              | Лаутока                 | Фіджі                   |                         | 2:1                     | Товариський матч        |
| 32.                     | 20.10.1984              | Сува                    | Фіджі                   |                         | 1:1                     | Товариський матч        |
| 33.                     | 21.09.1985              | Окленд                  | Австралія               |                         | 0:0                     | Кв. ЧС 1986             |
| 34.                     | 05.10.1985              | Окленд                  | Китайський Тайбей       |                         | 5:1                     | Кв. ЧС 1986             |
| 35.                     | 12.10.1985              | Крайстчерч              | Китайський Тайбей       | Гол · Гол               | 5:0                     | Кв. ЧС 1986             |
| 36.                     | 26.10.1985              | Окленд                  | Ізраїль                 |                         | 3:1                     | Кв. ЧС 1986             |
| 37.                     | 03.11.1985              | Сідней                  | Австралія               |                         | 0:2                     | Кв. ЧС 1986             |
| 38.                     | 25.10.1986              | Окленд                  | Австралія               |                         | 1:1                     | Товариський матч        |
| 39.                     | 06.03.1988              | Мельбурн                | Китайський Тайбей       |                         | 1:0                     | Кв. ОІ 1988             |
| 40.                     | 09.03.1988              | Аделаїда                | Ізраїль                 |                         | 0:2                     | Кв. ОІ 1988             |
| 41.                     | 23.03.1988              | Веллінгтон              | Австралія               |                         | 1:1                     | Кв. ОІ 1988             |
| 42.                     | 27.03.1988              | Окленд                  | Ізраїль                 |                         | 0:1                     | Кв. ОІ 1988             |

## Досягнення
«Вест Аделаїда Еллас»
- Victorian Ampol Night Soccer Cup
  -  Володар (1): 1982

«Гісборн Сіті»
- Чемпіонат Нової Зеландії
  -  Срібний призер (1): 1980

- Кубок Нової Зеландії
  -  Фіналіст (2): 1983, 1984

- Ейр Нью Зіланд
  -  Володар (1): 1984

- Челендж Трофі
  -  Фіналіст (1): 1981

«Мірамар Рейнджерс»
- Чемпіонат Нової Зеландії
  -  Срібний призер (1): 1986